# افرای میابی
افرای میابی (نام علمی: Acer miyabei) نام یک گونه از سرده افرا است.